# Tim Pierce
Tim Pierce (Albuquerque, Novo México, 1959) é um renomado guitarrista de sessão estadunidense. Trabalhou para artistas como Crowded House., Goo Goo Dolls, Michael Jackson, Roger Waters, Alice Cooper, Johnny Hallyday, Phil Collins, e The Cheetah Girls
Os pais de Pierce não eram músicos, embora seu pai tocasse trompete em sua juventude, o que Pierce não sabia. Ele experimentou pela primeira vez o sucesso mainstream no início dos anos 1980, quando começou a gravar com Rick Springfield, que estava emergindo como uma das maiores estrelas do rock com seu hit "Jessie's Girl". Além de tocar nas gravações de estúdio que se seguiram, ele também se juntou à banda de turnê de Springfield ao longo da década de 1980[7] e aparece em vários dos videoclipes de Springfield da época.
Ele já tocou em muitas canções de sucesso, incluindo a contribuição desegunda partes de guitarra em "Don't Dream It's Over", bandolins e slide guitar no Goo Goo Dolls "Iris", e uma parte da guitarra rítmica durante a ponte de Michael Jackson "Black or White", que foi inspirada pelo trabalho de Mötley Crüe. bem como quase todas as partes da guitarra na gravação original de "Runaway" de Bon Jovi.
Pierce lançou um álbum solo, "Guitarland", em 1995, na PRA Records.
Na década de 2010, Pierce criou um canal no YouTube, no qual oferece dicas de guitarra obtidas com seus anos na indústria musical.

## Discografia
Solo
- 1995 - "Guitarland" (PRA Records)

Como músico de sessão
- Acuérdate de Mí – Bertín Osborne (1974)
- Shandi – Shandi (1980)
- Harvest of Dreams – Bobb Trimble (1982)
- Ignition – John Waite (1982)
- "Runaway" – Bon Jovi (1982)
- Success Hasn't Spoiled Me Yet – Rick Springfield (1982)
- The Key – Joan Armatrading (1983)
- Living in Oz – Rick Springfield (1983)
- Tane Cain – Tane Cain (1983)
- Born & Raised (On Rock & Roll) – Beau Coup (1984)
- Bon Jovi – Bon Jovi (1984)
- Hard to Hold – Rick Springfield (1984)
- Vox Humana – Kenny Loggins (1985)
- Nature of the Beast – Maureen Steele (1985)
- Beat of the Drum – Rick Springfield (1985)
- Tao – Rick Springfield (1985)
- Crowded House – Crowded House (1986)
- Hands Across the Night – Ian Messenger (1986)
- Peter Case – Peter Case (1986)
- Heaven on Earth – Belinda Carlisle (1987)
- After Here Through Midland – Cock Robin (1987)
- I'm Only Fooling Myself – Eric Martin (1987)
- Back to Avalon – Kenny Loggins (1988)
- The Reckoning – Margaret Becker (1988)
- Rock of Life – Rick Springfield (1988)
- Notes from the Lost Civilization – Tonio K. (1988)
- Witness – Witness (1988)
- Heart Like a Gun – Fiona (1989)
- One in a Million – Hiroko (1989)
- Can't Fight the Midnight – Jimmy Harnen (1989)
- Tim Finn – Tim Finn (1989)
- Tangled – Jane Wiedlin (1990)
- Brickyard Road – Johnny Van Zant (1990)
- A View from 3rd Street – Jude Cole (1990)
- Delusions of Grandeur – Kevin Raleigh (1990)
- Show Off – Lori Ruso (1990)
- I'm Breathless [Music from and Inspired by the Film Dick Tracy] – Madonna (1990)
- Balince: A Collection – Marty Balin (1990)
- Promesa De Amor – Ruly Aguirre (1990)
- Shortstop – Sara Hickman (1990)
- The Party – The Party (1990)
- Life Goes On – Tommy Puett (1990)
- Toy Matinee – Toy Matinee (1990)
- Arachnophobia [Original Soundtrack] –  (1990)
- Bitterblue – Bonnie Tyler (1991)
- Anonymous Confessions of a Lunatic Friend – Bryan Duncan (1991)
- Too Tired to Sleep – Dirk Hamilton (1991)
- Leap of Faith – Kenny Loggins (1991)
- House of Hope – Toni Childs (1991)
- Vagabond Heart – Rod Stewart (1991)
- Dangerous – Michael Jackson (1991)
- Nicky Holland – Nicky Holland (1991)
- Truly Blessed – Teddy Pendergrass (1991)
- In the Meantime, In Between Time – The Party (1991)
- Love Talk – The Stylistics (1991)
- The Williams Brothers – The Williams Brothers (1991)
- Simply the Best – Tina Turner (1991)
- Will T. Massey – Will T. Massey (1991)
- All I Want for Christmas [Soundtrack] –  (1991)
- World Falling Down – Peter Cetera (1992)
- Tiny Toon Adventures – Tiny Toons Sing (1992)
- Amused to Death – Roger Waters (1992)
- Rendez-vous – Christopher Cross (1992)
- Patty Smyth – Patty Smyth (1992)
- Human Touch – Bruce Springsteen (1992)
- The Power of One – Hans Zimmer (1992)
- Demons Down – House of Lords (1992)
- Pop Top – Jim Basnight (1992)
- Latin Street '92 – José Feliciano (1992)
- Start the Car – Jude Cole (1992)
- América & en Vivo – Luis Miguel (1992)
- A Different Man – Peter Kingsbery (1992)
- Treasures, Vol. 1 – Petula Clark (1992)
- Songs for My Best Friends – The Baby-Sitters Club (1992)
- A Very Special Christmas 2 –  (1992)
- Attitude & Virtue – Corey Hart (1992)
- The Vanishing Race – Air Supply (1993)
- Real – Belinda Carlisle (1993)
- Vivir Una Vez – Brizuela (1993)
- Symphony or Damn – Terence Trent D'Arby (1993)
- The Colour of My Love – Céline Dion (1993)
- In Every Small Town – Clouseau (1993)
- Tuesdays Are Forever – D.D. Wood (1993)
- Donna De Lory – Donna De Lory (1993)
- A Buen Puerto – Eva Santa Maria (1993)
- Painted Desert Serenade – Joshua Kadison (1993)
- Bat Out of Hell II: Back into Hell – Meat Loaf (1993)
- Reach out to Me – Michael Damian (1993)
- Rumble Doll – Patti Scialfa (1993)
- Robert Vaughn & the Dead River Angels – Robert Vaughn (1993)
- Robin Zander – Robin Zander (1993)
- Do You Love Me Like You Say? – Terence Trent D'Arby (1993)
- What's Love Got to Do with It – Tina Turner (1993)
- Captain of the Ship – Tsuyoshi Nagabuchi (1993)
- Meanwhile – 3rd Matinee (1994)
- Pasiones – Ednita Nazario (1994)
- Always – Freddy Cole (1994)
- Gems – Patti LaBelle (1994)
- Have a Little Faith – Joe Cocker (1994)
- Street Angel – Stevie Nicks (1994)
- Angels on the Faultline – Keith Chagall (1994)
- Santo Cachon – Los Embajadores Vallenatos (1994)
- Siempre Contigo – Lucero (1994)
- Mirando Hacia El Sur – Luis Angel (1994)
- Care of My Soul – Mark Spiro (1994)
- Mujeres – Marta Sánchez (1994)
- Time of the Season – Michael Damian (1994)
- Seo Taiji and Boysv- Seo Taiji and Boys III (1994)
- Amanda Marshall – Amanda Marshall (1995)
- A Spanner in the Works – Rod Stewart (1995)
- If My Heart Had Wings – Melissa Manchester (1995)
- Am I Still in Your Heart – Chuck Negron (1995)
- Temple Bar – John Waite (1995)
- I Believe in Love Again – Lori Ruso (1995)
- Welcome to the Neighbourhood – Meat Loaf (1995)
- HIStory: Past, Present and Future, Book I – Michael Jackson (1995)
- A Medio Vivir – Ricky Martin (1995)
- Navidad, Tu y Yo – The Barrio Boyzz (1995)
- New Wave – The Challengers (1995)
- Don't Ask – Tina Arena (1995)
- Playback – Tom Petty / Tom Petty & the Heartbreakers (1995)
- The Mighty Morphin Power Rangers [Original Soundtrack] –  (1995)
- The Message – 4Him (1996)
- Amanda Marshall – Amanda Marshall (1996)
- Vivencias – Ana Gabriel (1996)
- Falling into You – Céline Dion (1996)
- Wildest Dreams – Tina Turner (1996)
- Off the Beaten Path – Dave Koz (1996)
- Well – David Grow (1996)
- Someone Who Cares – David Robertson (1996)
- Qué Será De Mí – Flavio Cesar (1996)
- France – France Gall (1996)
- Back Room Blood – Gerry Goffin (1996)
- Somewhere Under Heaven – Jamie Slocum (1996)
- Feels So Good – Lina Santiago (1996)
- Now Is Then, Then Is Now – Mark Spiro (1996)
- Amigos – Paul Anka (1996)
- Lost in Reality – Player (1996)
- Kissing Rain – Roch Voisine (1996)
- If We Fall in Love Tonight – Rod Stewart (1996)
- The Hypocrite – Ryan Downe (1996)
- 25 de Diciembre – Simone (1996)
- Back to the World – Tevin Campbell (1996)
- The Unimaginable Life – Kenny Loggins (1997)
- Freedom – Sheena Easton (1997)
- Let's Talk About Love – Céline Dion (1997)
- Dans ma chair – Patricia Kaas (1997)
- Ride – Jamie Walters (1997)
- Across from Midnight – Joe Cocker (1997)
- Bathhouse Betty – Bette Midler (1998)
- Naked Without You – Taylor Dayne (1998)
- No Ordinary World – Joe Cocker (1999)
- Telling Stories – Tracy Chapman (2000)
- Bette – Bette Midler (2000)
- Ronan – Ronan Keating (2000)
- Inside Job – Don Henley (2000)
- Scream If You Wanna Go Faster – Geri Halliwell (2001)
- Laundry Service – Shakira (2001)
- Trouble in Shangri-La – Stevie Nicks (2001)
- Destination – Ronan Keating (2002)
- (2) – Olivia Newton-John (2002)
- Respect Yourself – Joe Cocker (2002)
- Cry – Faith Hill (2002)
- Testify - Phil Collins (2002)
- All About Love – Steven Curtis Chapman (2003)
- Seal – Seal (2003)
- One Heart – Céline Dion (2003)
- Thankful – Kelly Clarkson (2003)
- Anastacia – Anastacia (2004)
- Blue Skies – Diana DeGarmo (2004)
- Stronger Than Before – Olivia Newton-John (2005)
- The Moment – Lisa Stansfield (2005)
- Marcas de Ayer – Adriana Mezzadri (2005)
- Polvo de Estrellas – Alberto Plaza (2005)
- Into the Rush – Aly & AJ (2005)
- Pieces of a Dream – Anastacia (2005)
- 100 – Andy Stochansky (2005)
- See the Sun – Black Lab (2005)
- Covering the Bases – Bronson Arroyo (2005)
- Crowded House/Temple of Low Men – Crowded House (2005)
- Second First Impression – Daniel Bedingfield (2005)
- Hurricane – Eric Benét (2005)
- Hope 7 – Hope 7 (2005)
- Unpredictable – Jamie Foxx (2005)
- Red Rocks Platinum – John Tesh (2005)
- RENT [Original Motion Picture Soundtrack] – Jonathan Larson (2005)
- Feel the Spirit – Nã Leo Pilimehana (2005)
- Unwritten – Natasha Bedingfield (2005)
- Prince of Darkness – Ozzy Osbourne (2005)
- Ronan Keating – Ronan Keating (2005)
- All That I Am – Santana (2005)
- Sissi Enamorada – Sissi (2005)
- Spin – Steve Cole (2005)
- Susie Suh – Susie Suh (2005)
- Dancing on Tables Barefoot – Tara Blaise (2005)
- Buoni O Cattvi – Vasco Rossi (2005)
- PopJazz – Warren Hill (2005)
- Beautiful to Be Alive – Zoë Scott (2005)
- The Christmas Album – Michael Damian (2005)
- Mind How You Go – Skye Edwards (2006)
- Awake – Josh Groban (2006)
- Right Where You Want Me – Jesse McCartney (2006)
- Goodbye Alice in Wonderland – Jewel (2006)
- Love Is My Religion – Ziggy Marley (2006)
- Still the Same... Great Rock Classics of Our Time – Rod Stewart (2006)
- Acoustic Hearts of Winter – Aly & AJ (2006)
- Soundtrack to Your Life – Ashley Parker Angel (2006)
- Chronicles – Bon Jovi (2006)
- Siren – Breanna Lynn (2006)
- An Other Cup – Cat Stevens / Yusuf (2006)
- Le Miroir – Chimène Badi (2006)
- Stripped – Christina Aguilera (2006)
- The Shabbat Lounge – Craig Taubman (2006)
- One People – Debbie Friedman (2006)
- Let Love In – Goo Goo Dolls (2006)
- Closer to the Sun – Guy Sebastian (2006)
- Huecco – Huecco (2006)
- Something About You, Pt. 1 – Jamelia (2006)
- Walk with Me – Jamelia (2006)
- Only One Too – Jewel (2006)
- Gold – Joe Cocker (2006)
- So This Is It – Kim Dexter (2006)
- Io Canto – Laura Pausini (2006)
- Maria Lawson – Maria Lawson (2006)
- Fundamental – Pet Shop Boys (2006)
- I Care – Rachelle Ann Go (2006)
- We Are the '80s – Rick Springfield (2006)
- Royalush – Royalush (2006)
- Becoming – Sarah Geronimo (2006)
- Tightrope – Stephanie McIntosh (2006)
- Midnight Rendezvous – Steve Madaio (2006)
- The Secret Life Of... – The Veronicas (2006)
- Bird on a Wire – Toby Lightman (2006)
- I Will – Tracy Lyons (2006)
- V – Vanessa Hudgens (2006)
- Aura – Yvonne Catterfeld (2006)
- Fly – Zucchero (2006)
- Ho: A Dan Band Christmas – The Dan Band (2006)
- Christmas Pop –  (2006)
- East of Angel Town – Peter Cincotti (2007)
- Life in Cartoon Motion – Mika (2007)
- The Best Damn Thing – Avril Lavigne (2007)
- Beowulf [Music from the Motion Picture] – Alan Silvestri (2007)
- Insomniatic – Aly & AJ (2007)
- Motown: A Journey Through Hitsville USA – Boyz II Men (2007)
- Where I've Always Been – Brock Hillman (2007)
- Top Dog – Buck McCoy (2007)
- Por Capricho – Claudia Brant (2007)
- Set the Mood – David Jordan (2007)
- La Mujer Que Hay en Mí – Diana Mor (2007)
- Caterpillar – Elisa (2007)
- E2 – Eros Ramazzotti (2007)
- Closer to the Sun/The Memphis Album – Guy Sebastian (2007)
- Piece of Magic – Hannah Lindroth (2007)
- Hannah Montana 2: Meet Miley Cyrus – Hannah Montana (2007)
- Something About You – Jamelia (2007)
- Treasure Planet [Original Motion Picture Score] – James Newton Howard (2007)
- Human – Jeff Austin Black (2007)
- Jessica Callahan – Jessica Callahan (2007)
- Indiana – Jon McLaughlin (2007)
- Jonas Brothers – Jonas Brothers (2007
- Behind These Eyes – Justin Lanning (2007)
- We Are One – Kelly Sweet (2007)
- Based on a True Story – Kimberley Locke (2007)
- Bloodsport [Original Motion Picture Soundtrack] – Paul Hertzog (2007)
- Famous – Puddle of Mudd (2007)
- Obsession – Rachelle Ann Go (2007)
- Wines & Spirits – Rahsaan Patterson (2007)
- Bee Movie [Music from the Motion Picture] – Rupert Gregson-Williams (2007)
- Ultimate Santana – Santana (2007)
- Ultra Payloaded – Satellite Party (2007)
- Nouvelle Vague – Sylvie Vartan (2007)
- TCG – The Cheetah Girls (2007)
- Hersey Sensin – Yalin (2007)
- Give US Your Poor –  (2007)
- Jazz Club: Jazz for the Road –  (2007)
- Moondance Alexander –  (2007)
- P.S. I Love You [Original Motion Picture Soundtrack] –  (2007)
- Teen Witch: The Musical –  (2007)
- In the Swing of Christmas – Barry Manilow (2007)
- Let's Talk About Love/Celine Dion – Céline Dion (2008)
- Gavin DeGraw – Gavin DeGraw (2008)
- I Came Around – Amie Miriello (2008)
- The Greatest Songs of the Eighties – Barry Manilow (2008)
- Coming to Terms – Carolina Liar (2008)
- Uncle Charlie – Charlie Wilson (2008)
- David Archuleta – David Archuleta (2008)
- David Cook – David Cook (2008)
- Don't Forget – Demi Lovato (2008)
- Pass It Around – Donavon Frankenreiter (2008)
- Echo Jet – Echo Jet (2008)
- Dancing – Elisa (2008)
- Assalto – Huecco (2008)
- Crazy Love – Jackie Bristow (2008)
- Evolver – John Legend (2008)
- OK Now – Jon McLaughlin (2008)
- Break the Silence – Jon Peter Lewis (2008)
- Permission To Fly – Jordan Pruitt (2008)
- I Choose You – Laura Wight (2008)
- Monglong – Lee Seung Hwan (2008)
- Il Diario di Lola – Lola Ponce (2008)
- In Precious Age – Mari Hamada (2008)
- I'll Be the One – Mark Bautista (2008)
- King of Pop – Michael Jackson (2008)
- Heat – Michael Lington (2008)
- Breakout – Miley Cyrus (2008)
- Natalia Lesz – Natalia Lesz (2008)
- Deeper Life/Stronger – Natalie Grant (2008)
- Natalie Grant Collector's Edition – Natalie Grant (2008)
- Whiskey Mornings – Pat Dailey (2008)
- East of Angel Town – Peter Cincotti (2008)
- Holding on to Love – Raquel Aurilia (2008)
- Step Outside – Saith (2008)
- The Sound of Madness – Shinedown (2008)
- The Archies Christmas Party – The Archies (2008)
- The Spirit of Christmas [Collector's Edition] – The Spirit Of Christmas (2008)
- Three Graces – Three Graces (2008)
- Tina! – Tina Turner (2008)
- Cradlesong – Rob Thomas (2009)
- The Boy Who Knew Too Much – Mika (2009)
- The Ugly Truth [Original Motion Picture Soundtrack] – Aaron Zigman (2009)
- For Your Entertainment – Adam Lambert (2009)
- BHB – Ballas Hough Band (2009)
- Moving Forward – Bernie Williams (2009)
- Streelight Lullabies – Brandon White (2009)
- Let's Talk About Love/A New Day Has Come – Céline Dion (2009)
- Mr. Lucky – Chris Isaak (2009)
- Breakthrough – Colbie Caillat (2009)
- Big Whiskey & the GrooGrux King – Dave Matthews / Dave Matthews Band (2009)
- My Kind of Christmas – Dean Martin (2009)
- Gloriana – Gloriana (2009)
- 2012 [Original Score] – Harald Kloser / Thomas Wander (2009)
- Kate Pazakis Unzipped: Live at the Zipper – Kate Pazakis (2009)
- Kris Allen – Kris Allen (2009)
- Rock On – Michael Damian (2009)
- Vivir Así – Mijares (2009)
- Uno No Es Uno – Noel Schajris (2009)
- Kiss & Tell – Selena Gomez / Selena Gomez & the Scene (2009)
- Tri-Polar – Sick Puppies (2009)
- Happy Hour – Uncle Kracker (2009)
- A Very Special Christmas 7 –  (2009)
- Hard Knocks – Joe Cocker (2010)
- Some Kind of Trouble – James Blunt (2010)
- We've All Been There – Alex Band (2010)
- The Greatest Love Songs of All Time – Barry Manilow (2010)
- Tour Box – Bon Jovi (2010)
- Brendan James – Brendan James (2010)
- A Thousand Different Ways/Measure of a Man – Clay Aiken (2010)
- Best of Me – Daniel Powter (2010)
- Shoot for the Stars – Dwight Howard (2010)
- Jason Castro – Jason Castro (2010)
- Supernatural, Seasons 1-5 [Original Television Soundtrack] – Jay Gruska / Christopher Lennertz (2010)
- Rage and Ruin – Jimmy Barnes (2010)
- Hang Cool Teddy Bear – Meat Loaf (2010)
- Can't Be Tamed – Miley Cyrus (2010)
- Born Again – Newsboys (2010)
- Pull – Mr. Mister (2010)
- Out of My Chelle – Rachelle Spector (2010)
- Nothing Like This – Rascal Flatts (2010)
- Someday – Rob Thomas (2010)
- 11:59 – Ryan Star (2010)
- Guitar Heaven: The Greatest Guitar Classics of All Time – Santana (2010)
- A Year Without Rain – Selena Gomez / Selena Gomez & the Scene (2010)
- Page One – Steven Page (2010)
- Sinner or a Saint – Tamar Kaprelian (2010)
- The Band Perry – The Band Perry (2010)
- World Gone Crazy – The Doobie Brothers (2010)
- What's Love Got To Do with It/Foreign Affair – Tina Turner (2010)
- Radio the World – TruWorship (2010)
- Songs from the Playhouse – TruWorship (2010)
- Happy Hour: The South River Road Sessions – Uncle Kracker (2010)
- Inusual – Yuri (2010)
- From the Heart: Coffee House Edition –  (2010)
- Christmas Is the Time to Say I Love You – Katharine McPhee (2010)
- Il Volo – Il Volo (2011)
- Ghost on the Canvas – Glen Campbell (2011)
- Happen Again – Andy Kim (2011)
- 15 Minutes (FAME... Can You Take It?) – Barry Manilow (2011)
- The Essential Céline Dion – Céline Dion (2011)
- All of You – Colbie Caillat (2011)
- One Day – David Burnham (2011)
- This Loud Morning – David Cook (2011)
- Rock the Tabla – Hossam Ramzy (2011)
- People and Things – Jack's Mannequin (2011)
- Marconi – Marconi (2011)
- Matthew Morrison – Matthew Morrison (2011)
- Believe – Nick Swisher (2011)
- Negociaré Con La Pena – Pepe Aguilar (2011)
- Formula, Vol. 1 – Romeo Santos (2011)
- American Idol Season 10 Highlights – Scotty McCreery (2011)
- Clear as Day – Scotty McCreery (2011)
- When the Sun Goes Down – Selena Gomez / Selena Gomez & the Scene (2011)
- Vivere o Niente – Vasco Rossi (2011)
- Ximena Sariñana – Ximena Sariñana (2011)
- American Idol: 10th Anniversary: The Hits, Vol. 1 –  (2011)
- A Very Special Christmas, Vols. 1-2 –  (2011)
- Fire It Up – Joe Cocker (2012)
- Havoc and Bright Lights – Alanis Morissette (2012)
- Turn On the Lights – Daniel Powter (2012)
- Fires – Ronan Keating (2012)
- It's a Man's World – Anastacia (2012)
- Somos – Eros Ramazzotti (2012)
- A Thousand Miles Left Behind – Gloriana (2012)
- Love Is a Four Letter Word – Jason Mraz (2012)
- Born to Die – Lana Del Rey (2012)
- Paradise – Lana Del Rey (2012)
- Into the Wild: Live at Eastwest Studios – LP (2012)
- Electra Heart – Marina and the Diamonds (2012)
- Vladivostok – Mumiy Troll (2012)
- Nathan Pacheco – Nathan Pacheco (2012)
- Songs for the End of the World – Rick Springfield (2012)
- Amaryllis – Shinedown (2012)
- The Crossing – Sophie B. Hawkins (2012)
- Habítame Siempre – Thalía (2012)
- Lead with Your Heart – The Tenors (2012)
- 100 Year Anniversary of Fenway Park –  (2012)
- Rock of Ages [Original Motion Picture Soundtrack] –  (2012)
- Ultimate Christmas Collection – Chicago (2012)
- Christmas in the Sand – Colbie Caillat (2012)
- All That Echoes – Josh Groban (2013)
- Head on a String – Adam Jensen (2013)
- Hazard of the Die – Andy Palmer (2013)
- Dos Orillas – Antonio Orozco (2013)
- The Fight – Curtis Peoples (2013)
- Baptized – Daughtry (2013)
- What a Life – Erin Boheme (2013)
- Magnetic – Goo Goo Dolls (2013)
- Proof of Life – Scott Stapp (2013)
- Connect – Sick Puppies (2013)
- Heartthrob – Tegan and Sara (2013)
- Melody Road – Neil Diamond (2014)
- R-Kive – Genesis (2014)
- Rester Vivant – Johnny Hallyday (2014)
- Forever for Now – LP (2014)
- A Life Worth Living – Marc Broussard (2014)
- Rewind – Rascal Flatts (2014)
- Exotica – Roxanna (2014)
- Corazón – Santana (2014)
- For You – Selena Gomez (2014)
- Smokey & Friends – Smokey Robinson (2014)
- Love Songs – Tina Turner (2014)
- The Organisation of Pop: 30 Years of Zang Tuum Tumb –  (2014)
- One Christmas: Chapter One – LeAnn Rimes (2014)
- The Great Unknown – Rob Thomas (2015)
- Piece by Piece – Kelly Clarkson (2015)
- A Gift of Love – Bette Midler (2015)
- After It All – Delta Rae (2015)
- I'll Be Me [Original Soundtrack] – Glen Campbell (2015)
- El Amor – Gloria Trevi (2015)
- Grande Amore – Il Volo (2015)
- Fountain and Vine – Sara Niemietz (2015)
- Revival – Selena Gomez (2015)
- All-American Boy – Steve Grand (2015)
- School of Rock: The Musical [Original Broadway Cast] –  (2015)
- Encore: Movie Partners Sing Broadway – Barbra Streisand (2016)
- Encore un soir – Céline Dion (2016)
- Constellation – Chris Mann (2016)
- Playlist – Geri Halliwell (2016)
- Eccomi – Patty Pravo (2016)
- Rocket Science – Rick Springfield (2016)
- Rita Wilson – Rita Wilson (2016)
- Black Cat – Zucchero (2016)
- Acoustic Christmas – Neil Diamond (2016)
- Unleash the Love – Mike Love (2017)
- Inside a Dream – Echosmith (2017)
- Rainbow – Kesha (2017)
- Songs of Cinema – Michael Bolton (2017)
- Travel Light – Sara Niemietz (2017)
- An Echosmith Christmas – Echosmith (2017)
- Safe in The Arms of Mine – Rita Coolidge (2018)
- Bridges – Josh Groban (2018)
- Walls – Barbra Streisand (2018)
- Immortal – Ann Wilson (2018)
- Bye Bye – Annalisa (2018)
- Pete The Cat – Pete The Cat (2018)
- The Snake King – Rick Springfield (2018)
- Traces – Steve Perry (2018)
- Icarus Falls – ZAYN (2018)
- Motown Magic [Original Soundtrack] –  (2018)
- War in My Mind – Beth Hart (2019)
- Musica – Il Volo (2019)
- Ascend – Illenium (2019)
- Echo – Keiko Matsui (2019)